# Agnes Konde
Agnes Asiimwe Konde, còn được gọi là Agnes Asiimwe Konde, nhưng thường được gọi là Agnes Konde, là một nữ doanh nhân người Uganda. Bà là giám đốc điều hành công ty Msingi, một tổ chức tư nhân độc lập, thúc đẩy việc tạo ra các ngành công nghiệp có lợi nhuận ở các nước Hồ Lớn châu Phi, kể từ ngày 1 tháng 10 năm 2017. Công ty này có trụ sở tại Nairobi, Kenya, và cung cấp dịch vụ cho các quốc gia Kenya, Uganda, Tanzania và Rwanda.

## Nền tảng và giáo dục
Konde sinh ra ở Uganda và theo học trường Uganda cho các nghiên cứu tiền học đại học của mình. bà tốt nghiệp Đại học Makerere, trường đại học lớn nhất và lâu đời nhất của Uganda, với bằng Cử nhân Khoa học Xã hội (BA). bà cũng có bằng Thạc sĩ Quản trị Kinh doanh, lấy từ Đại học Liverpool, Vương quốc Anh.

## Sự nghiệp
Konde có kinh nghiệm chuyên môn trong các dịch vụ và quản lý trong lĩnh vực hàng tiêu dùng, thực phẩm và đồ uống và truyền thông của nền kinh tế, trải dài trên 20 năm. Trước đây, bà từng làm việc cho một số công ty cao cấp, bao gồm (a) Monitor Publications Limited (b) British American Tobacco Uganda Limited và (c) Crown Beverages Limited, người được cấp phép tạo chi nhánh tại Uganda của PepsiCo.
Trước vị trí hiện tại, bà đã từng là Giám đốc điều hành và Giám đốc điều hành của Africa Broadcasting Uganda Limited (ABUL), một công ty con của Nation Media Group và chủ sở hữu của Nation TV Uganda (NTV Uganda). Konde đã lãnh đạo ABUL từ năm 2013 cho đến ngày 8 tháng 9 năm 2017, khi bà rời khỏi tổ chức trên để nhận nhiệm vụ hiện tại của mình.